# Nahulingo
Nahulingo è un comune del dipartimento di Sonsonate, in El Salvador.